# 新竹市立建華國民中學
24°47′38″N 120°58′36″E / 24.793964°N 120.976725°E
新竹市立建華國民中學，簡稱建華國中，是一所位於臺灣新竹市東區的市立國民中學，成立於1939年，前身為新竹州立高等女子家政學校。

## 歷史沿革
- 1939年5月5日，新竹州立高等女子家政學校成立，為今文昌街、復興路、武昌街、林森路圍起來的區塊，首任校長為仲田雅男，是當時新竹地區女子最高學府。
- 1946年5月，張棟蘭接任校長並將其改為新竹市立新竹初級中學，於初期僅設初中部招生男生共八班。
- 1950年9月，開辦高中部，成為完全中學。十月全台行政區域調整，新竹市由省轄市改設縣轄市，改隸為新竹縣立新竹中學。
- 1951年遷校於十八尖山西峰下之現址[1][2]。原址改為新竹市公所（今為中興百貨）。
- 1956年8月，新竹縣奉令試辦國校免試升學，裁撤高中部，男生移交省立新竹高中、女生移交省立新竹女中，改制為新竹縣立第一中學。
- 1968年，改名為新竹縣立建華國民中學[3]
- 1973年8月1日，設立「附設國民中學補習學校」[4]。
- 1982年7月1日，新竹市升格為省轄市，改隸為新竹市立建華國民中學。

## 分支學校

### 新竹市立新竹初級中學時期
- 新竹市立新竹初級中學竹東分校（1946年成立，獨立為今國立竹東高級中學）

### 新竹縣立新竹中學時期
- 新竹縣立新竹中學湖口分部（1953年成立，獨立為今新竹縣立湖口高級中學）
- 新竹縣立新竹中學分部（1955年成立，獨立為今新竹市立育賢國民中學）

### 新竹縣立第一中學時期
- 新竹縣立第一中學香山分部（1956年成立，獨立為今新竹市立香山高級中學）
- 新竹縣立第一中學新竹分部（1966年成立，獨立為今新竹市立成德高級中學）

## 歷任校長

### 日治時期
- 第一任：仲田雅男 1939年4月－1945年10月
- 第二任：柯世元 1945年4月－1946年5月

### 戰後時期
- 第三任：張棟蘭 1946年－1956年[5]
- 第四任：羅富生 1956年－1967年
- 第五任：楊卓然 1967年－1972年
- 第六任：張正春 1972年－1988年
- 第七任：黃邦生
- 第八任：羅瑛琚
- 第九任：林秀珠
- 第十任：蔡曼鈴
- 兼代校長：張文忠[6]
- 代理校長：楊慧瑜
- 第十一任：張文忠
- 第十二任：黃信騰
- 第十三任：蔡之浩

## 學校象徽

### 校訓
1939年，教育部宣佈全國各級學校的共同校訓，出自春秋戰國齊國時的宰相管仲就提出治國的方針：「禮、義、廉、恥，國之四維，四維不張，國乃滅亡。」

### 校徽
- 新竹縣立新竹第一中學時期的校徽
- 新竹縣立建華國中改名初期的校徽
- 新竹市立建華國中後期的校徽，2019年重新啟用改名初期的校徽

## 建築

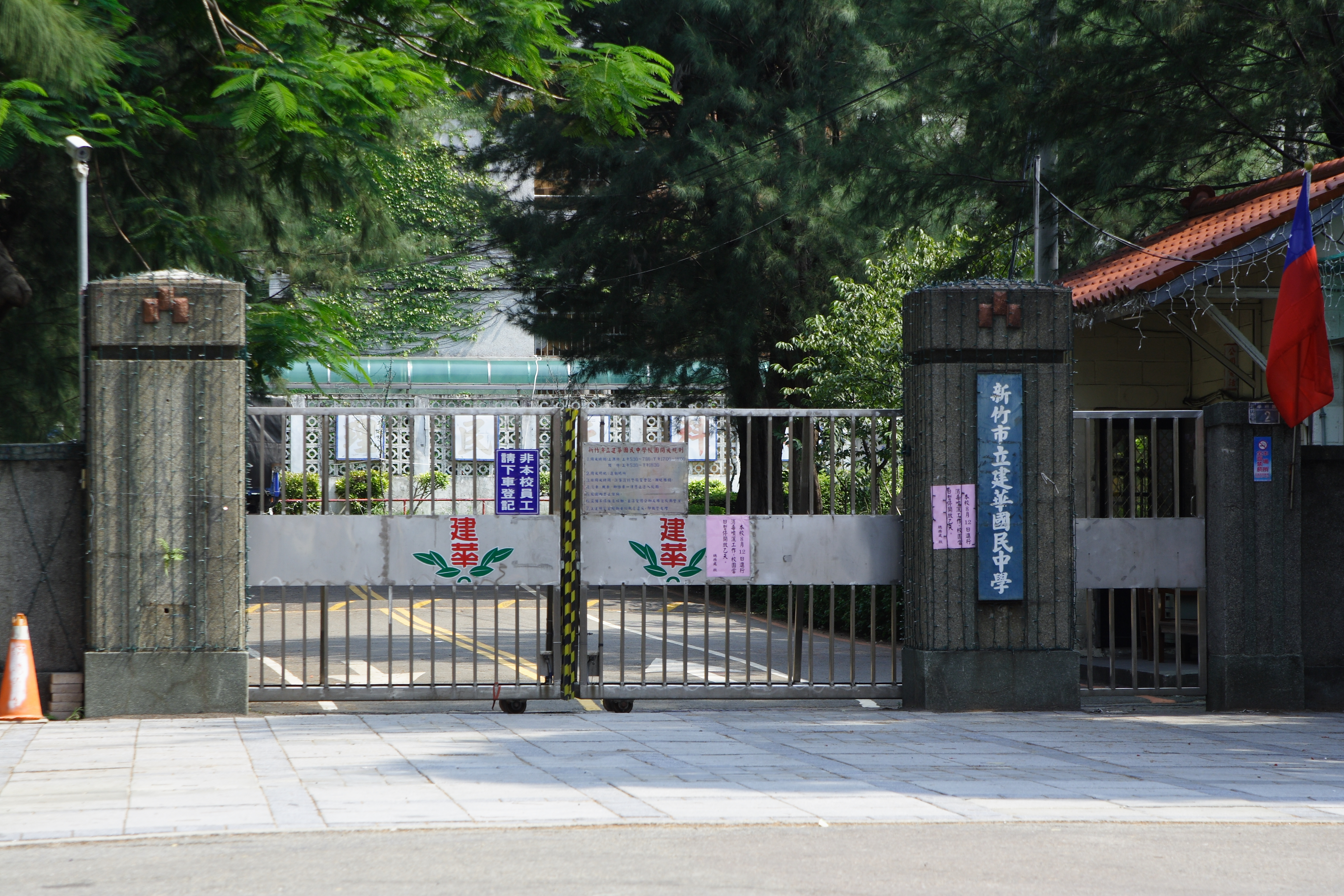
復古歐式風格校門

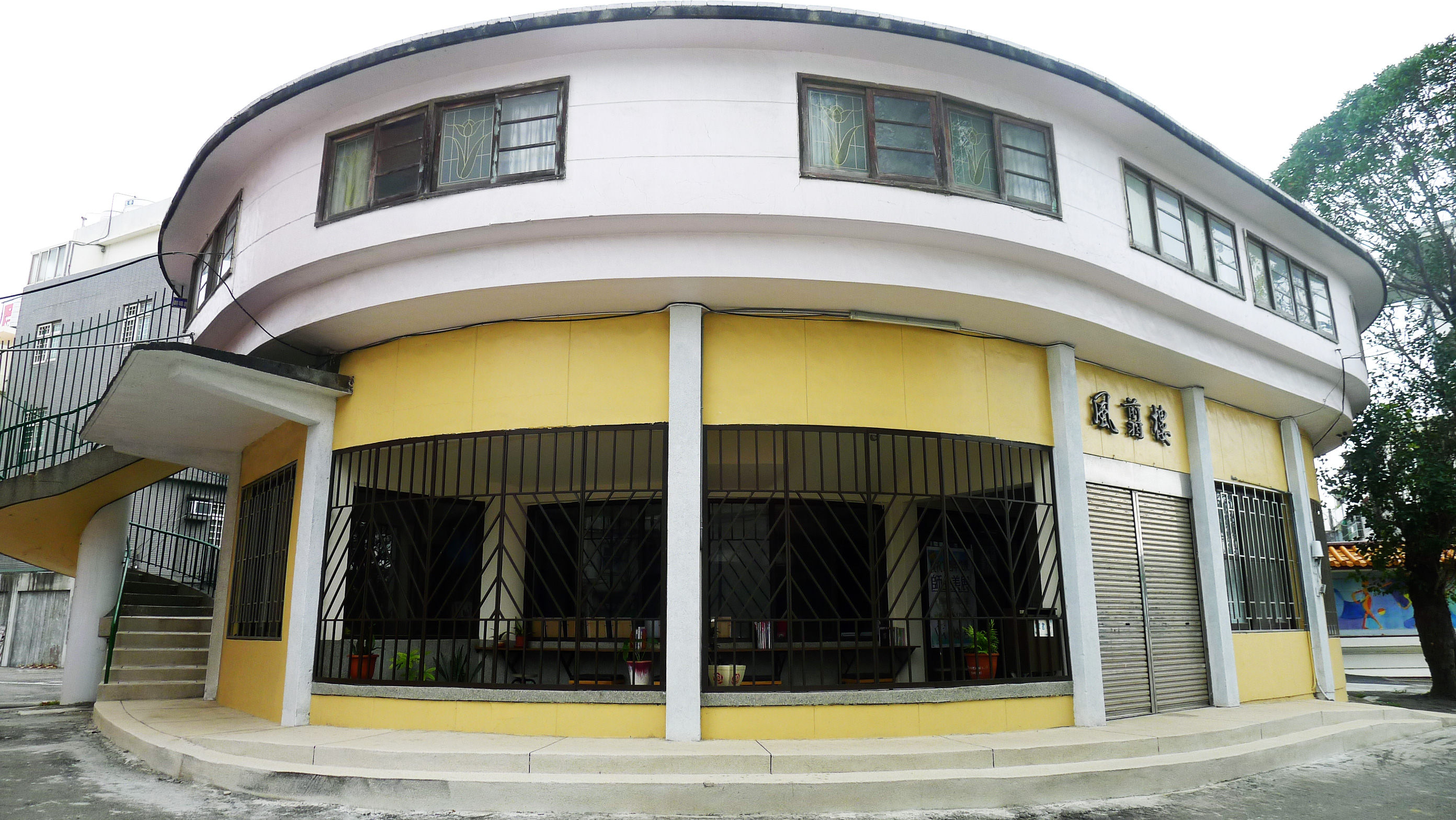
風翦樓

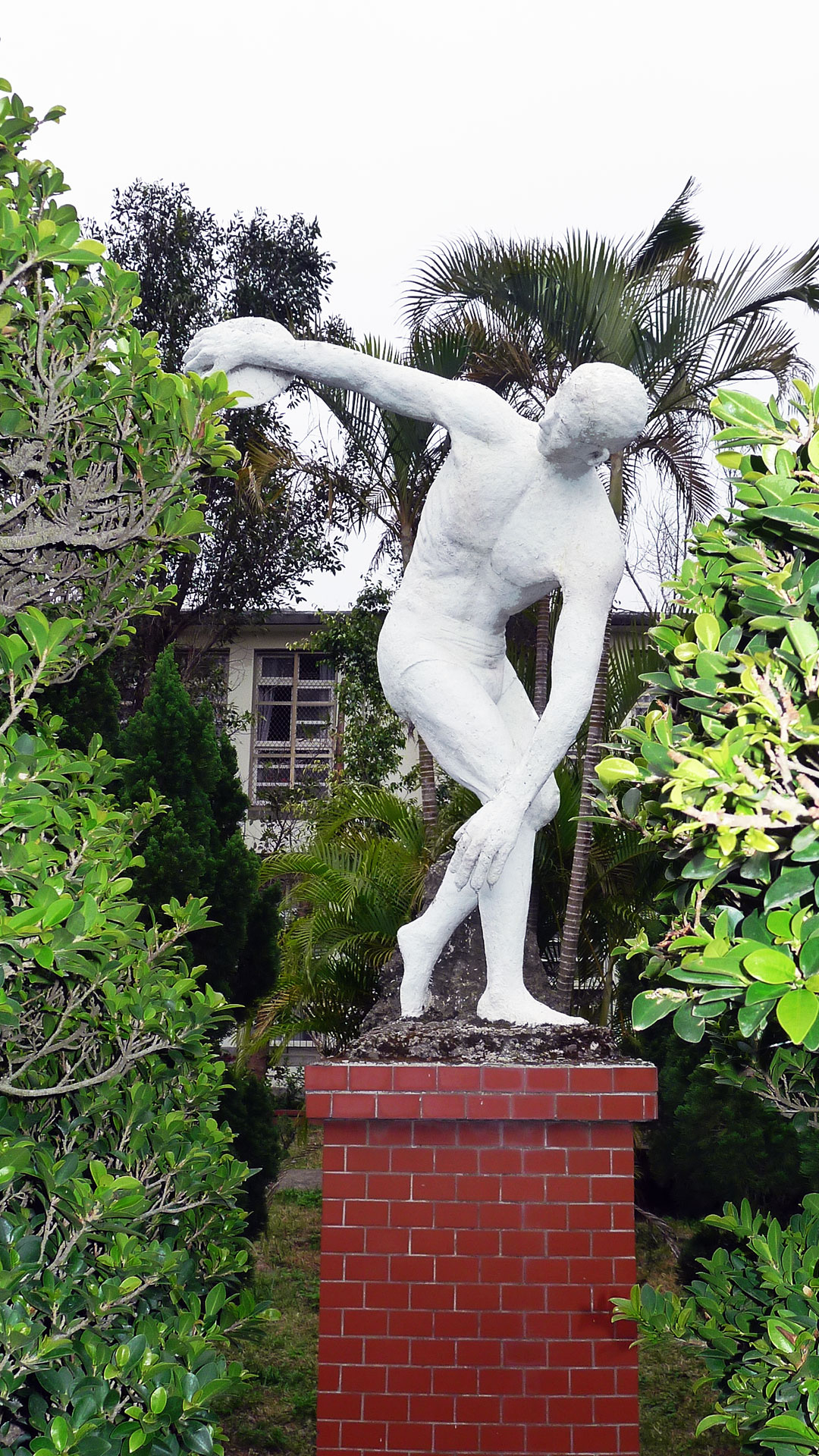
雕像-擲鐵餅者

2017年11月16日，文化部文化資產局公告校內第一棟已為歷史建物，是現存少數能夠追溯及見證建華國中悠久校史的紀念建築，也是許多校友的共同記憶
本建築雖為二戰後建造(民國45年)，惟臨校園內院之圓柱形柱列迴廊及天花板造型，具有Art Deco(裝飾藝術，復古與現代設計精神結合)的建築樣式。
- 校門：仿日治時期歐式風格，柱頭以簡化幾何線條柱飾。
- 綜合實驗室 : 綜合實驗室(綜合科學館)舊館已拆除改建為新實驗大樓。
- 圖書館：圓型建築，成立於民國52年亦為新竹市柔道館前身，近年來除作為福利社、書庫及資源回收中心外，現為該校藝才班管弦樂練習場所。近年由新竹市政府及教育部挹注經費200多萬，輔導將此具歷史文化的空間再生，打造為嶄新之閱讀環境，命名為「風翦樓」。[8][9]

## 特殊事蹟
1968年8月28日，紅葉少棒隊對日本和歌山少棒隊友誼賽下午二時於新竹建華國中舉行。校舍、柔道館、綜合科學館屋頂、陽台都擠滿人，據大會人員守估計觀眾達三萬人左右，其中動員大批警員、童子軍、義警維持秩序，延至下午二時四十分才勉強能順利比賽。 比數五比二，紅葉再度擊敗日本。

## 外部連結
- 新竹市立建華國民中學 （页面存档备份，存于）
- 世界大典-新竹市立建華國民中學